# Пам'ятки монументального мистецтва Житомирської області
У Житомирській області на обліку перебуває (за винятком міст обласного значення) 22 пам'ятки монументального мистецтва. З них 5 — Тарасові Шевченку. Включно з містами Житомир, Бердичів, Коростень, Новоград-Волинський — 42.
| №п/п                                              | Охоронний номер     | Найменування пам'ятки                                                           | Адреса                                                            | Рік                 | Автор                             | № рішення про взяття на державний облік | Фото                |
| Андрушівський район                               | Андрушівський район | Андрушівський район                                                             | Андрушівський район                                               | Андрушівський район | Андрушівський район               | Андрушівський район                     | Андрушівський район |
| ------------------------------------------------- | ------------------- | ------------------------------------------------------------------------------- | ----------------------------------------------------------------- | ------------------- | --------------------------------- | --------------------------------------- | ------------------- |
| 1                                                 | 1912                | Пам'ятник Шевченку Т. Г.                                                        | м. Андрушівка, біля контори колгоспу ім. Шевченка                 | 1975                | _                                 | № 559 від 26.12.1979 р.                 |                     |
| Баранівський район                                |                     |                                                                                 |                                                                   |                     |                                   |                                         |                     |
| 1.                                                | 1931                | Пам'ятник Лесі Українці                                                         | смт. Баранівка (с. Заріччя), біля контори лісгоспзагу             | 1971                | Назаренко М. Ю.                   | № 559 від 26.12.1979 р.                 |                     |
| 2.                                                | 155                 | Пам'ятник Гагаріну Ю.                                                           | с. Смолдирів , Смолдирівська с/р, в центрі                        | 1990                | _                                 | № 390 від 08.10.1992 р.                 |                     |
| Бердичівський район                               |                     |                                                                                 |                                                                   |                     |                                   |                                         |                     |
| 1.                                                | 1497                | Пам'ятник Олійнику В. К. — Герою Радянського Союзу                              | с. Райгородок , Райгородецька с/р, біля школи                     | 1971                | Кізюк В. Г.                       | № 388 від 06.09.1976 р.                 |                     |
| Брусилівський район                               |                     |                                                                                 |                                                                   |                     |                                   |                                         |                     |
| Ємільчинський район                               |                     |                                                                                 |                                                                   |                     |                                   |                                         |                     |
| відсутні                                          |                     |                                                                                 |                                                                   |                     |                                   |                                         |                     |
| Житомирський район                                |                     |                                                                                 |                                                                   |                     |                                   |                                         |                     |
| 1                                                 | 2815                | Пам'ятник Шевченку Т. Г., українському поету                                    | с. Кодня , Коднянська с/р, в центрі                               | 1990                | _                                 | № 390 від 08.10.1992 р.                 |                     |
| відсутні                                          |                     |                                                                                 |                                                                   |                     |                                   |                                         |                     |
| Коростенський район                               |                     |                                                                                 |                                                                   |                     |                                   |                                         |                     |
| див. Пам'ятки монументального мистецтва Коростеня |                     |                                                                                 |                                                                   |                     |                                   |                                         |                     |
| Коростишівський район                             |                     |                                                                                 |                                                                   |                     |                                   |                                         |                     |
| 1                                                 | 2124                | Пам'ятник Франку І. Я.                                                          | м. Коростишів, вул. Семінарська,29 (на подвір'ї педучилища)       | 1953                | _                                 | № 559 від 26.12.1979 р.                 |                     |
| Лугинський район                                  |                     |                                                                                 |                                                                   |                     |                                   |                                         |                     |
| Любарський район                                  |                     |                                                                                 |                                                                   |                     |                                   |                                         |                     |
| Малинський район                                  |                     |                                                                                 |                                                                   |                     |                                   |                                         |                     |
| 1                                                 | 804                 | Пам'ятник Миклухо-Маклаю М. М.                                                  | м. Малин, на розі вул. Грушевського та вул. Сосніної Н.           | 1986                | Степаков П. І. Борис А.Ляшевич Д. | № 429 від 30.12.1986 р.                 |                     |
| Народицький район                                 |                     |                                                                                 |                                                                   |                     |                                   |                                         |                     |
| відсутні                                          |                     |                                                                                 |                                                                   |                     |                                   |                                         |                     |
| Новоград-Волинський район                         |                     |                                                                                 |                                                                   |                     |                                   |                                         |                     |
| Овруцький район                                   |                     |                                                                                 |                                                                   |                     |                                   |                                         |                     |
| Олевський район                                   |                     |                                                                                 |                                                                   |                     |                                   |                                         |                     |
| відсутні                                          |                     |                                                                                 |                                                                   |                     |                                   |                                         |                     |
| Попільнянський район                              |                     |                                                                                 |                                                                   |                     |                                   |                                         |                     |
| 1                                                 | 1079                | Пам'ятник Леніну В. І.                                                          | с. Криве, Кривенська с/р, біля Будинку культури.                  | 1970                | -                                 | № 442 від 29.09.1969 р.                 |                     |
| 2                                                 | 1745                | Пам'ятник Рильському М. Т.                                                      | с. Романівка, Романівська с/р, в центрі, біля музею.              | 1970                | -                                 | № 388 від 06.09.1976р                   |                     |
| 4                                                 | 2660                | Пам'ятник Семенову Б. С. — Герою Радянського Союзу.                             | с. Саверці, Саверецька с/р, біля школи.                           | 1983                | -                                 | № 52 від 04.02.1985 р.                  |                     |
| Пулинський район                                  |                     |                                                                                 |                                                                   |                     |                                   |                                         |                     |
| 1                                                 |                     | Пам'ятник Горькому О. М.                                                        | с. Івановичі, Івановицька с/р, в центрі села.                     | 1989                | -                                 | № 390 від 08.10. 1992 р.                |                     |
| Радомишльський район                              |                     |                                                                                 |                                                                   |                     |                                   |                                         |                     |
| 1                                                 | 1164                | Пам'ятник Шевченку Т. Г. — українському поету.                                  | м. Радомишль, Червона площа.                                      | 1964                | -                                 | № 442 від 29.09.1969 р.                 |                     |
| 2                                                 | 1760                | Памя'тник Шевченку Т. Г. — українському поету. (перенесено, заміна постаменту.) | с. Пилиповичі, Пилиповицька с/р, в центрі села.                   | 1966                | -                                 | № 388 від 09.09.1976 р.                 |                     |
| Романівський район                                |                     |                                                                                 |                                                                   |                     |                                   |                                         |                     |
| Ружинський район                                  |                     |                                                                                 |                                                                   |                     |                                   |                                         |                     |
| Хорошівський район                                |                     |                                                                                 |                                                                   |                     |                                   |                                         |                     |
| 1                                                 | 1533                | Пам'ятник Кутузову М. І.                                                        | смт. Хорошів, Володарсько- Волинська сел. Рада, парк ім. Кутузова | 1959                | Постніков Г. М.                   | № 442 від 29.09.1969 р.                 |                     |
| 2                                                 | 2799                | Пам'ятник Батюку Я. П. — Герою Радянського Союзу                                | с. Рижани , Рижанська с/р, біля школи                             | 1985                | _                                 | № 390 від 08.10.1992 р.                 |                     |
| Черняхівський район                               |                     |                                                                                 |                                                                   |                     |                                   |                                         |                     |
| 1                                                 | 2928                | Пам'ятник Шевченку Т. Г.                                                        | смт. Черняхів, Черняхівська сел. Рада, в парку.                   | 1992                | -                                 | № 390 від 08.10.1992 р.                 |                     |
| Чуднівський район                                 |                     |                                                                                 |                                                                   |                     |                                   |                                         |                     |
| 1.                                                | 1854                | Пам'ятник Бортовському М. Н.                                                    | с. Довбиші, Красногірська с/р, в центрі села.                     | 1968                | Вітрик О. П.                      | № 388 від 06.09.1976 р.                 |                     |
| 2.                                                | 3302                | Пам'ятник Поліщуку К. Л. — українському поету, письменнику, художнику.          | с. Краснопіль, Краснопільська с/р.                                | 1996                | -                                 | № 616 від 29.09.1999 р.                 |                     |

## Джерело
- Пам'ятки Житомирської області [Архівовано 28 червня 2012 у Wayback Machine.]